# Bytharia circumdata
Bytharia circumdata là một loài bướm đêm trong họ Geometridae.